# Teresa Romero i Domingo
Teresa Romero Domingo (Terrassa, 19 de març de 1883 – Barcelona, 1974) va ser una pintora catalana autodidacta. Es dedicà especialment als temes florals que destaquen pels colors molt agosarats.

## Biografia
Artistes com Celso Lagar, Torres-García, Sunyer (qui va pintar el seu retrat el 1912), Vancells, entre d'altres, passaven sovint per la casa familiar quan ella era molt jove. Tots ells possiblement influïren en la seva vocació artística, encara que el seu pare deia sempre que un esperit errant d'un pintor oriental havia entrat en el cos de la seva filla.
A Terrassa va exposar a les Galeries Alavedra (1918), a les Estruch (1931), als Amics de les Arts (1917 i 1933) i a la Sala Pere Sabater. A Barcelona ho va fer a les Galeries Laietanes (1917-1920-1924 i 1925), a les Dalmau (1920 i 1924) i a la Sala Parés (1924-1925), regentada a partir d'aquest darrer any per la família Maragall. Sembla que el 1920 va participar en el Saló d'Artistes Bascos de Bilbao.
També va participar en l'Exposició d'Art de Barcelona de 1918, dins la secció del Cercle Artístic de Sant Lluc, amb quatre obres (Flors i fruites, Bodegó rosa, Mimosa i Nina amb flors) i a la del 1921, dins la secció del Reial Cercle Artístic (Flors i Jardí). L'any 1927 exposava de nou a la Sala Parés en el marc d'una exposició col·lectiva dels Amics de les Arts de Terrassa.
Joan Llongueres, Pere Prat Ubach i Joan Santamaria  li van fer bones crítiques i Josep M. Junoy la qualificava d'artista naïf. En canvi, Feliu Elias li va recomanar que abandonés la pintura i es dediqués a labors femenines com el crochet. Malauradament, el seu pas per la pintura va ser breu.
Fou també una dona d'idees progressistes dedicada a l'activitat política; el 1934 presidia el grup femení d'Esquerra Republicana de Catalunya. Segons el diari d'Esquerra Republicana de Terrassa, L'Acció, el 7 de gener de 1934, al Saló de Festes de Fraternitat Republicana, es va sortejar, entre altres obres donades per diferents artistes, un quadre d'ella a benefici del Segell «Pro-Infància». Posteriorment, en plena Guerra Civil, el 1938, va ser empresonada a València i des de llavors va desaparèixer de Terrassa; viuria a Vallvidrera i posteriorment a Barcelona. Segons la seva besneta, l'escultora Eva Solà, Teresa Romero ajudà el seu marit, el crític i pintor Joan Solà i Mestres, a realitzar els primers documentals feministes del país.
Teresa Romero va morir a Barcelona el 1974; està enterrada en el cementiri de Montjuïc. El 1975, l'Acadèmia de Belles Arts de Sabadell va exposar tota una sèrie d'obres d'ella en una mostra titulada Sis Pintores Catalanes, de la qual es va editar un senzill catàleg.

## Relacions familiars
De família republicana, laica i afeccionada a les pràctiques espiritistes que, posteriorment, derivarien cap a la teosofia. El pare, d'origen aragonès, Bonifaci Romero Vallejo (1861-1926), era un popular sastre, col·leccionista d'art. La mare, Lluïsa Domingo Mauri (1862-1920), era filla de Josepet dels Campos, un dels promotors del Teatre del Retiro de Terrassa. El 1904 es va casar amb Joan Solà Mestres, un dels pioners dels món del cinema a Catalunya i, segons consta en alguns catàlegs d'exposicions de l'època, el matrimoni es va instal·lar al carrer de Sant Pere, 47, de Terrassa. El seu únic fill, Xavier (1906-1972), va ser agutzil de l'Ajuntament destituït en la postguerra. Era neta de Josep Domingo Casanellas, el primer exhibidor cinematogràfic de Terrassa.

## Obra
- Paisatge
- Natura Morta, flors, 1916
- Crisantems, ca. 1918

El Museu de Terrassa conserva obra d'aquesta pintora.